# Саляхови-Бур
Саляхови-Бур (пол. Salachowy Bór) — село в Польщі, у гміні Радошиці Конецького повіту Свентокшиського воєводства.
У 1975-1998 роках село належало до Келецького воєводства.